# Rich Ross
Rich Ross est l'ancien président de Walt Disney Studios Entertainment.

## Vie personnelle
Ross est originaire d'Eastchester, dans l'État de New York. Il fut diplômé à l'université de Pennsylvanie en 1983 d'un baccalauréat universitaire ès lettres en relations internationales et anglais. En 1986, il a obtenu son diplôme de J.D. de l'université Fordham.

## Carrière
En 1996, Ross a rejoint Disney Channel dans la programmation et la production en tant que vice-président senior, devenant directeur général et vice-président exécutif en 1999. En 2002, il est devenu président du divertissement pour Disney Channel, avant d'être nommé président de Disney Channel Worldwide en 2004, où il a supervisé les chaînes Disney Channel, Disney XD, Playhouse Disney, Disney Cinemagic, Hungama TV, GXT, Jetix, et Radio Disney.
Ross a été nommé président de Walt Disney Studios Entertainment en octobre 2009, et à ce poste il supervisait la production des films de Disney (Walt Disney Motion Pictures Group), la musique (Disney Music Group) et les spectacles (Walt Disney Theatrical Productions).
Les échecs successifs de Milo sur Mars (2011) et de John Carter (2012), ainsi que des tensions internes au sein de la direction, provoque la démission de Rich Ross du poste de président des Walt Disney Studios, sous l'impulsion du PDG de Disney Robert A. Iger,.

## Source
- (en) Cet article est partiellement ou en totalité issu de l’article de Wikipédia en anglais intitulé « Rich Ross » (voir la liste des auteurs).